# إسحاق بيرسون
إسحاق بيرسون هو سياسي أمريكي، ولد في 15 أغسطس 1770 في أورانج ‏ في الولايات المتحدة، وتوفي بنفس المكان في 22 سبتمبر 1833. نشط حزبياً في الحزب الوطني الجمهوري ‏. وقد انتخب عضو مجلس النواب الأمريكي ‏.